# Atentados em Jacarta em julho de 2009

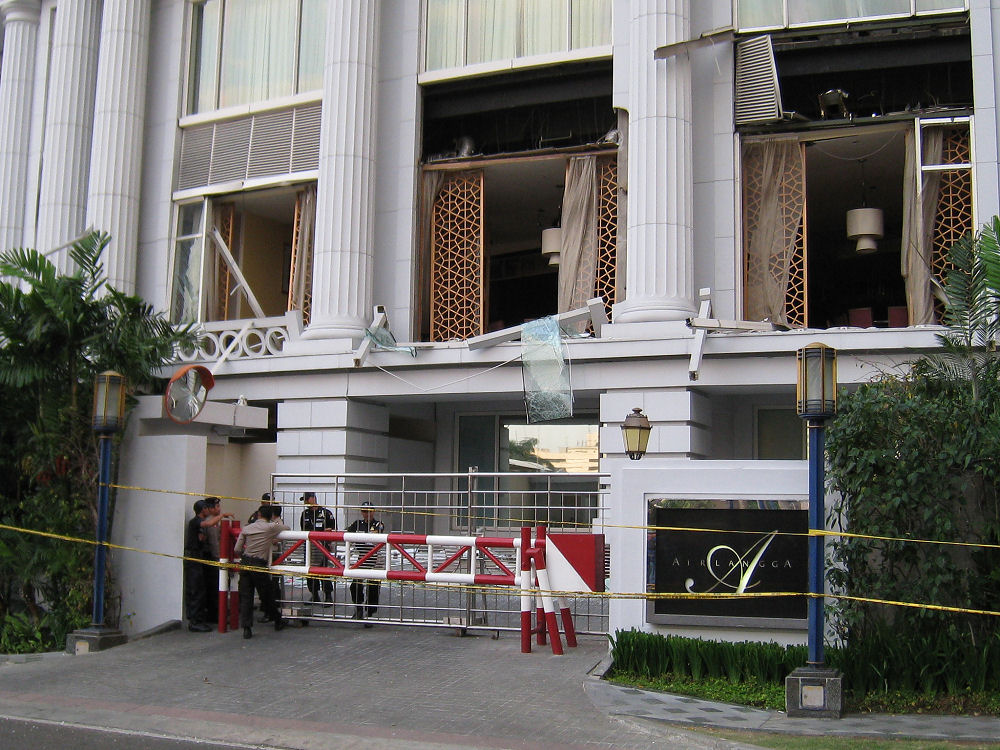
Danos no hotel Ritz-Carlton de Jacarta, causados por explosão de bomba

Os atentados em Jacarta em julho de 2009 foram uma série de ataques que aconteceram em Jacarta, capital da Indonésia, em que foram atingidos dois hotéis de luxo da cidade, matando 11 pessoas e ferindo outras 50. Um dos hotéis teve a fachada destruída pelas bombas.
Cerca das 7h48m, hora local (0h48m UTC) de 17 de julho de 2009, os hotéis Marriott e Ritz-Carlton em Jacarta foram atingidos por bombas, com cinco minutos de intervalo.  Causaram nove mortes, incluindo quatro cidadãos estrangeiros. Entre os mortos há um cidadão da Austrália e um da Nova Zelândia. Mais de 50 pessoas ficaram feridas em consequência das explosões. Ambas as explosões parecem ter sido causadas por bombistas-suicidas, que poderão ter entrado no hotel como hóspedes alguns dias antes, para não levantar suspeitas. Suspeita-se do grupo terrorista indonésio Jemaah Islamiyah.

## No Ritz-Carlton
A bomba no Ritz-Carlton explodiu numa arrecadação[carece de fontes?].

## No Marriott
No Marriott houve duas bombas. Uma delas, no terceiro andar, causou muito estrago, incluindo a destruição da faixada do hotel. A outra, localizada no 18.º andar, foi desativada antes que explodisse pela brigada antiterrorista. Quatro dos mortos foram encontrados no saguão desse hotel[carece de fontes?].

## Consequências
Os feridos, sendo 14 deles estrangeiros, foram transferidos  em carros particulares e em ambulâncias para hospitais da região.
Não havia um atentado deste tipo na Indonésia há quatro anos. A Indonésia é o país com a maior população muçulmana do mundo, com 230 milhões de seguidores do Islão.